# Mae Nam Chi
Der Mae Nam Chi (Thai: แม่น้ำชี, „Chi-Fluss“), oder nur Chi, ist nach dem Mun der zweitgrößte Fluss in der Nordostregion von Thailand, dem so genannten Isan.

## Beschreibung
Mit 765 Kilometern ist der Chi-Fluss länger als der Mun, insgesamt fließt durch den Mun aber mehr Wasser. Sein Einzugsgebiet überdeckt etwa 49.476 km².
Die Quelle liegt im Phetchabun-Gebirge; der Fluss verläuft durch die Provinzen Chaiyaphum, Khon Kaen, Maha Sarakham, Roi Et sowie Yasothon und mündet in Si Sa Ket in den Mun.

## Archäologie
Im oberen Tal des Mae Nam Chi liegt die Ausgrabungsstätte Non Chai.